# 南方比賴蘚
南方比賴蘚（学名：Brotherella henonii）为錦蘚科比賴蘚屬下的一个种。

## 扩展阅读
- 維基物種上的相關：南方比賴蘚